# Kościeszki (województwo wielkopolskie)
Kościeszki – wieś w Polsce, w województwie wielkopolskim, w powiecie konińskim, w gminie Wilczyn. 
Do 2023 miejscowość była częścią wsi Wtórek.
W latach 1975–1998 Kościeszki administracyjnie należały do województwa konińskiego.